# Edmund Spangler
Edmund Spangler (10 août 1825 - 7 février 1875), connu également sous les noms d'Edman, Edward et Ned Spangler, était originaire de York (Pennsylvanie), mais il passa la majorité de sa vie dans la région de Baltimore (Maryland). 
Il fut soupçonné d'être l'un des conspirateurs de l'assassinat d'Abraham Lincoln car il travaillait comme charpentier au théâtre Ford au moment du meurtre du président et parce qu'il connaissait le meurtrier, John Wilkes Booth, ayant auparavant travaillé pour sa famille dans leur propriété des environs de Baltimore.  Il fut emprisonné à Fort Jefferson.